# Јозеф Уридил
Јозеф Уридил (Отакринг, 24. децембар 1895 — Беч, 20. мај 1962), надимак Пепи, дер Танк, био је аустријски фудбалер и тренер.

## Биографија
Пепи Уридил, трећи син кројача Кајетана Уридила, рођен је на Бадње вече 1895. године у бечком предграђу Отакринг. Почео је да игра фудбал са осам година на улицама свог комшилука са братом Францом. Пепи Уридил је у младости играо за бројне клубове као што су Спортклуб Орион, Тасманија, Рекорд, а затим и Блу Стар Вијена, пре него што је отишао у велики клуб Рапид Беч.
Током Првог светског рата добио је надимак „Тенк”.
Уридил је такође био предузетник. Створио је сопствени бренд пива Уридил и бренд шећера Крачелн . Чувени бечки писац Херман Леополди написао је 1922. музичко дело под називом Heute spielt der Uridil („Данас свира Уридил“). Пепи Уридил је играо бројне филмске улоге, као што је Pflicht und Ehre („Неопходност и част“) 1924. године.
На крају Првог светског рата први пут је дебитовао за аустријску репрезентацију. За фудбалску репрезентацију Аустрије играо је између 1919. и 1926. године и постигао осам голова у осам утакмица.
Након повлачења из фудбала, Пепи Уридил је постао тренер клуба из Братиславе. Потом је прешао у Рипенсију Темишвар а био је и селектор фудбалске репрезентације Румуније за Светско првенство у Италији 1934.
Касније је тренирао аустријски Хелфорт, затим БСК 1935. Затим се преселио у Швајцарску да тренира Бил од 1936. до 1937. и Луцерн до 1938. Затим је тренирао немачку екипу Шварц-Вајс Есен између 1938. и 1941. и Алтенбог између 1941. и 1943. године.
После Другог светског рата, вратио се тренерском послу Шварц-Вајс Есена од 1949. до 1951. године. Наставио је да тренира свој бивши клуб, Рапид Беч, једну сезону од 1953. до 1954. године. Те године, аустријска екипа је 25. маја 1953. победила лондонски клуб Арсенал са 6 : 1.

## Трофеји
- Аустријска фудбалска Бундеслига (5): 1916, 1919, 1920, 1921, 1923.
- Куп Аустрије (2): 1919, 1920.
- Најбољи стрелац аустријске фудбалске Бундеслиге (3): 1919, 1920 (незванично), 1921.